# Rajon Cantemir

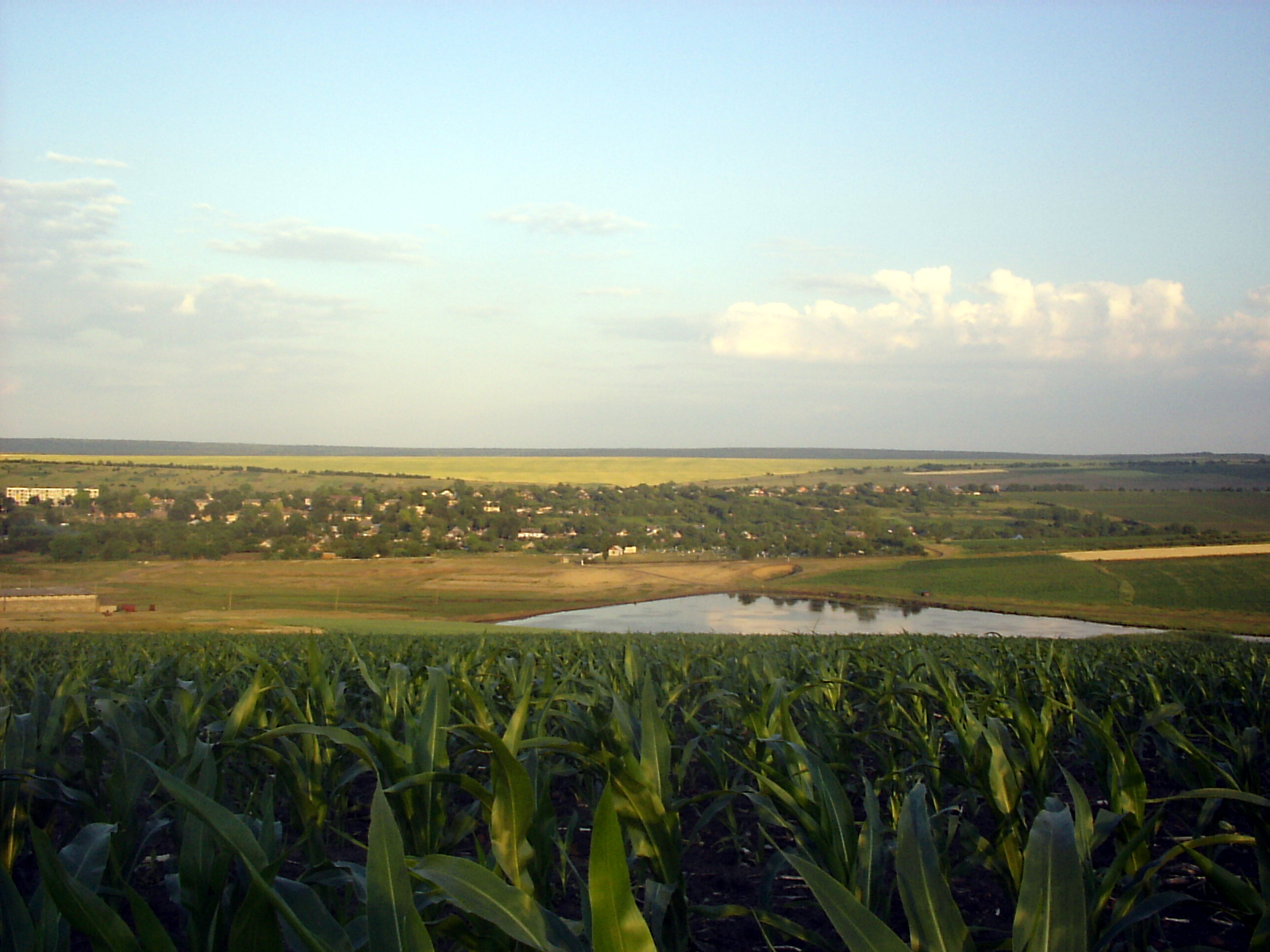
Der Ort Vișniovca im Rajon Cantemir

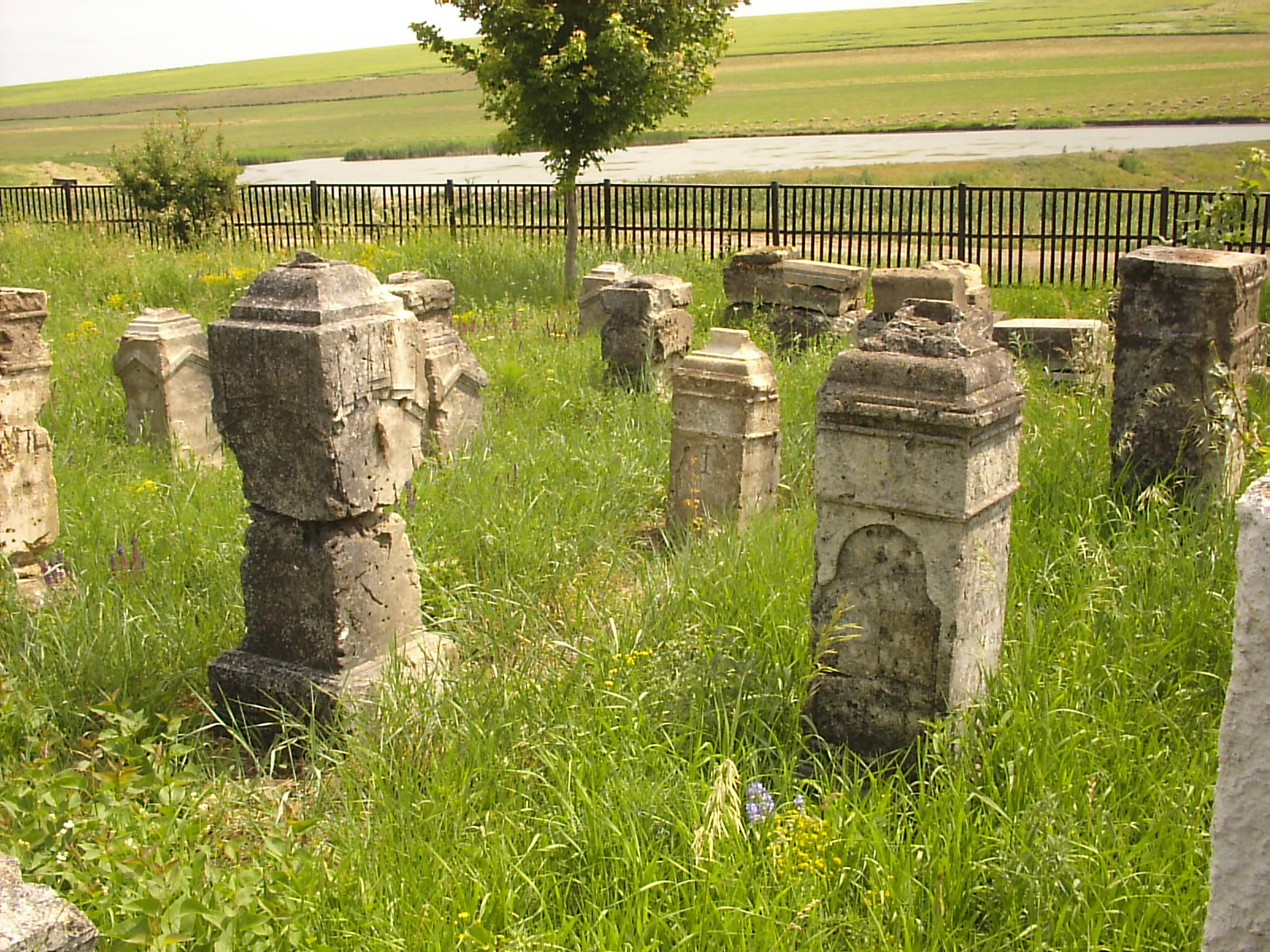
Der Ort Vișniovca, der deutsche Friedhof

Der Rajon Cantemir ist ein Rajon in der Republik Moldau. Die Rajonshauptstadt ist Cantemir.

## Geographie
Der Rajon liegt im Südwesten des Landes an der Grenze zu Rumänien entlang des Flusses Pruth. Er grenzt im Norden an den Rajon Leova, im Osten an das Autonome Gebiet Gagausien und im Süden an den Rajon Cahul.

## Geschichte
Der Rajon Cantemir besteht seit 2003. Bis Februar 2003 gehörte das Gebiet gemeinsam mit den heutigen Rajons Cahul und Taraclia zum inzwischen aufgelösten Kreis Cahul (Județul Cahul).

## Bevölkerung

### Bevölkerungsentwicklung
1959 lebten im Gebiet des heutigen Rajons 46.758 Einwohner. In den darauf folgenden Jahrzehnten stieg die Zahl der Einwohner kontinuierlich an: von 56.466 im Jahr 1970 über 58.169 im Jahr 1979 bis zu 62.864 im Jahr 1989. Bis 2004 sank wie in ganz Moldau die Bevölkerungszahl des Rajons, die in jenem Jahr 60.001 betrug. 2014 lag sie bei 52.115.

### Volksgruppen
Laut der Volkszählung 2004 stellen die Moldauer mit 88,3 % die anteilsmäßig größte Volksgruppe im Rajon Cantemir, gefolgt von den Bulgaren mit 6,2 %. Kleinere Minderheiten bilden die Ukrainer mit 1,6 %, die Rumänen mit 1,5 %, die Russen mit 1,2 % und die Gagausen mit 0,9 %.

## Städte und Gemeinden
Der Rajon Cantemir besteht aus einer Stadt und 26 Gemeinden.
Städte:
- Cantemir

Gemeinden
- Antonești
- Baimaclia
- Cania
- Capaclia
- Chioselia
- Ciobalaccia
- Cîietu
- Cîrpești
- Cîșla
- Cociulia
- Coștangalia
- Enichioi
- Gotești
- Haragîș
- Lărguța
- Lingura
- Pleșeni
- Plopi
- Porumbești
- Sadîc
- Stoianovca
- Șamalia
- Tartaul
- Toceni
- Țiganca
- Vișniovca